# Roberto Amoroso
Roberto Amoroso (Napoli, 7 gennaio 1911 – Napoli, 3 febbraio 1994) è stato un produttore cinematografico, sceneggiatore e regista italiano.

## Biografia
Prima di approdare al cinema, Roberto Amoroso svolse un'intensa attività di fotoreporter sportivo per La Gazzetta dello Sport e Il littoriale seguendo manifestazioni importanti come il Giro d'Italia. L'attività cinematografica iniziò negli anni '40 quando lavorò come operatore per alcuni documentari. Durante la guerra, per il cinegiornale Luce, ebbe modo di documentare la rivolta napoletana del 1943. 
Nel 1945 cominciò a realizzare il suo primo lungometraggio di fiction. Data la scarsità di mezzi dell'epoca, utilizzò una macchina portatile e con la grande quantità di pellicola che aveva a disposizione quale corrispondente di guerra, girò tutto dal vivo facendo lo sceneggiatore, l'operatore, il macchinista e, talvolta, anche la comparsa. Il film uscì nel 1947 con il titolo Malaspina, ufficialmente diretto da Armando Fizzarotti, per la Sud Film, casa di produzione appositamente fondata da lui. Il film, prodotto a bassissimo costo, ebbe uno stupefacente risultato di pubblico e Amoroso fu incoraggiato a continuare su questa strada, producendo film popolari (spesso in napoletano, approfittando della caduta del fascismo che fino a quel momento aveva tassativamente vietato l'uso dei dialetti).
Lavorando con un cast artistico più o meno costante, impiegando maestranze e attori non professionisti e sfruttando al massimo i set naturali, Amoroso seppe trasformare la pratica artigianale in un efficace modello produttivo: il filo che lega i suoi film è la predilezione per tematiche di facile presa per un pubblico non scolarizzato (tradimenti, amori contrastati, conflitti sociali, donne abbandonate o vittime del cinismo maschile), una formula che funzionava al di là dei registi che di volta in volta lavoravano per lui, tanto che spesso lo "stile-Amoroso" aveva il sopravvento su quello dell'artigiano di turno. Dopo il successo di Malaspina infatti, i noleggiatori presentavano i suoi film come "film di Roberto Amoroso" e il pubblico correva a riempire le sale senza tener conto del regista o del cast di attori, a dispetto dei pregiudizi culturali della critica dell'epoca, che puntualmente demoliva i suoi film. Il produttore fu accusato di «corrompere il gusto del pubblico» e l'allora sottosegretario Andreotti lo liquidò con un «Lei dà un pessimo esempio!»
Uno dei suoi motivi di orgoglio era quello di aver lanciato Gabriele Ferzetti come protagonista nel film Zappatore e di aver convinto Primo Carnera a superare la crisi quando, al tramonto come pugile, voleva abbandonare l'Italia. Consapevole della sua popolarità ancora grande, lo incoraggiò offrendogli una parte in un suo film che finì per procurargli ulteriori scritture.
Proponendo un cinema basato su materiali cosiddetti "bassi" (canzone, sceneggiata, cronaca nera, letteratura dozzinale, teatro popolare), Amoroso sceneggiò una ventina di pellicole fino al 1973, dapprima melodrammi strappalacrime destinati al meridione. Negli anni '60, fondata a Roma la Ramo Film finanziò qualche commedia e spaghetti western, firmandosi anche con lo pseudonimo Aldo Ramo, con registi come Monicelli, De Santis, Vajda e Ferroni. Nel 1954 firmò l'unica sua regia con Due soldi di felicità, film del quale scrisse anche il soggetto e la sceneggiatura.

## Filmografia

### Produttore e sceneggiatore
- Malaspina, regia di Armando Fizzarotti (1947) - anche direttore della fotografia
- Madunnella, regia di Ernesto Grassi (1948) - anche direttore della fotografia e montaggio
- Nennella, regia di Renato May (1948)
- La figlia della Madonna, regia di Roberto Bianchi Montero (1949)
- Zappatore, regia di Rate Furlan (1950) - solo sceneggiatura
- Malavita, regia di Rate Furlan (1951) - solo sceneggiatura
- Femmina senza cuore, regia di Renato Borraccetti (1952)
- Siamo ricchi e poveri, regia di Siro Marcellini (1953)
- Città canora, regia di Mario Costa (1954)
- Donatella, regia di Mario Monicelli (1956)
- Addio per sempre, regia di Mario Costa (1957) - solo produzione
- I prepotenti, regia di Mario Mattoli (1958) - solo produzione
- Prepotenti più di prima, regia di Mario Mattoli (1959) - solo produzione
- La garçonnière, regia di Giuseppe De Santis (1960) - solo produzione
- A qualcuna piace calvo, regia di Mario Amendola (1960) - anche soggetto e sceneggiatura col nome Aldo Ramo
- Das feuerschiff, regia di Ladislao Vajda (1963) - solo produzione
- Sedotti e bidonati, regia di Giorgio Bianchi (1964)
- Per un pugno nell'occhio, regia di Michele Lupo (1965)
- New York chiama Superdrago, regia di Giorgio Ferroni (1966) - solo produzione
- Degueyo, regia di Giuseppe Vari (1966) - solo sceneggiatura
- El Rojo, regia di Leopoldo Savona (1966)
- Cose di Cosa Nostra, regia di Steno (1971)
- Kid il monello del West, regia di Tonino Ricci (1973)

### Regista
- Due soldi di felicità (1954) - anche soggetto e sceneggiatura